# Syzygium diffusum
Syzygium diffusum är en myrtenväxtart som först beskrevs av William Bertram Turrill, och fick sitt nu gällande namn av Elmer Drew Merrill och Lily May Perry. Syzygium diffusum ingår i släktet Syzygium och familjen myrtenväxter. IUCN kategoriserar arten globalt som livskraftig.
Artens utbredningsområde är Fiji. Inga underarter finns listade i Catalogue of Life.